# Teoria ekonomii

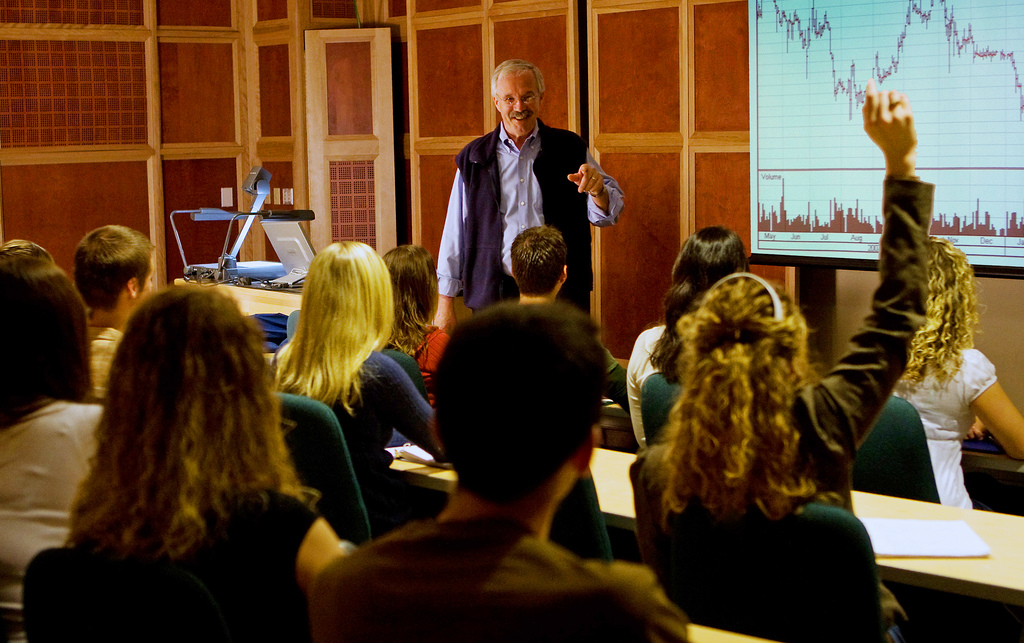
Zajęcia z ekonomii, zdjęcie.

Teoria ekonomii – dział ekonomii, który zajmuje się badaniem ekonomicznych aspektów zjawisk zachodzących w gospodarce. Do teorii ekonomii zalicza się mikroekonomię, makroekonomię, prawa rządzące rynkiem kapitałowym. Teoria ekonomii zajmuje się całością zagadnień ekonomicznych, bada relacje i powiązania w takich obszarach jak: polityka gospodarcza i ekonomiczna, przepływy finansowe, bankowość, zasady kształtowania polityki monetarnej państwa, istota i przyczyny bezrobocia czy też inflacji.
Teoria ekonomii wyjaśnia funkcjonowanie gospodarki, bada zjawiska i procesy zachodzące we współczesnej ekonomii. Na podstawie teorii ekonomicznych bada się i przeprowadza analizy ekonomiczne oraz sporządzania na ich podstawie raporty czy też eksperty ekonomiczne.
Teoria ekonomii jest nauką dynamiczną, ulegającą ciągłym zmianom niezbędnym do oddania zmiennych trendów gospodarczych i społecznych.

## Literatura
- Łukasz Czuma, Niemarksistowska teoria ekonomii. Podręcznik nie tylko dla studentów, Wydawnictwo Niezłomni, Warszawa 1989
- Kazimierz Meredyk (red.), Teoria ekonomii, Wydawnictwo Uniwersytetu w Białymstoku 2000, ISBN 83-87884-54-5
- Mark Blaug, Teoria ekonomii. Ujęcie retrospektywne, Warszawa, PWN, 2000, ISBN 83-01-13143-8.